# Jakub Sýkora
Jakub Sýkora (* 6. února 1984 Rakovník) je český akademický malíř a grafický designér. Vystudoval AVU u Veroniky Bromové a prof. Jiřího Sopka.

## Život
Ve své tvorbě se zabývá abstraktní malbou. Z obrazů je znát inspirace grafickým designem, který má vystudovaný a několik let se jím živil, od roku 2021 se však naplno věnuje téměř výhradně umění, ovlivnila jej také stáž ve finském městě Kankaanpää. V roce 2012 se zúčastnil uměleckého sympozia Cena Jana Zrzavého, kterou posléze vyhrál, v roce 2014 se stal finalistou Ceny Kritiky, která oceňuje nejlepší české umělce v oblasti malby do 30 let. V roce 2016 se zúčastnil dvoutýdenního uměleckého sympozia Česko-rakouské hvězdy. Je zastoupen např. ve sbírkách Roberta Runtáka, Adam Gallery, Galerie Miroslava Kubíka, Janez collection aj.

## Samostatné výstavy

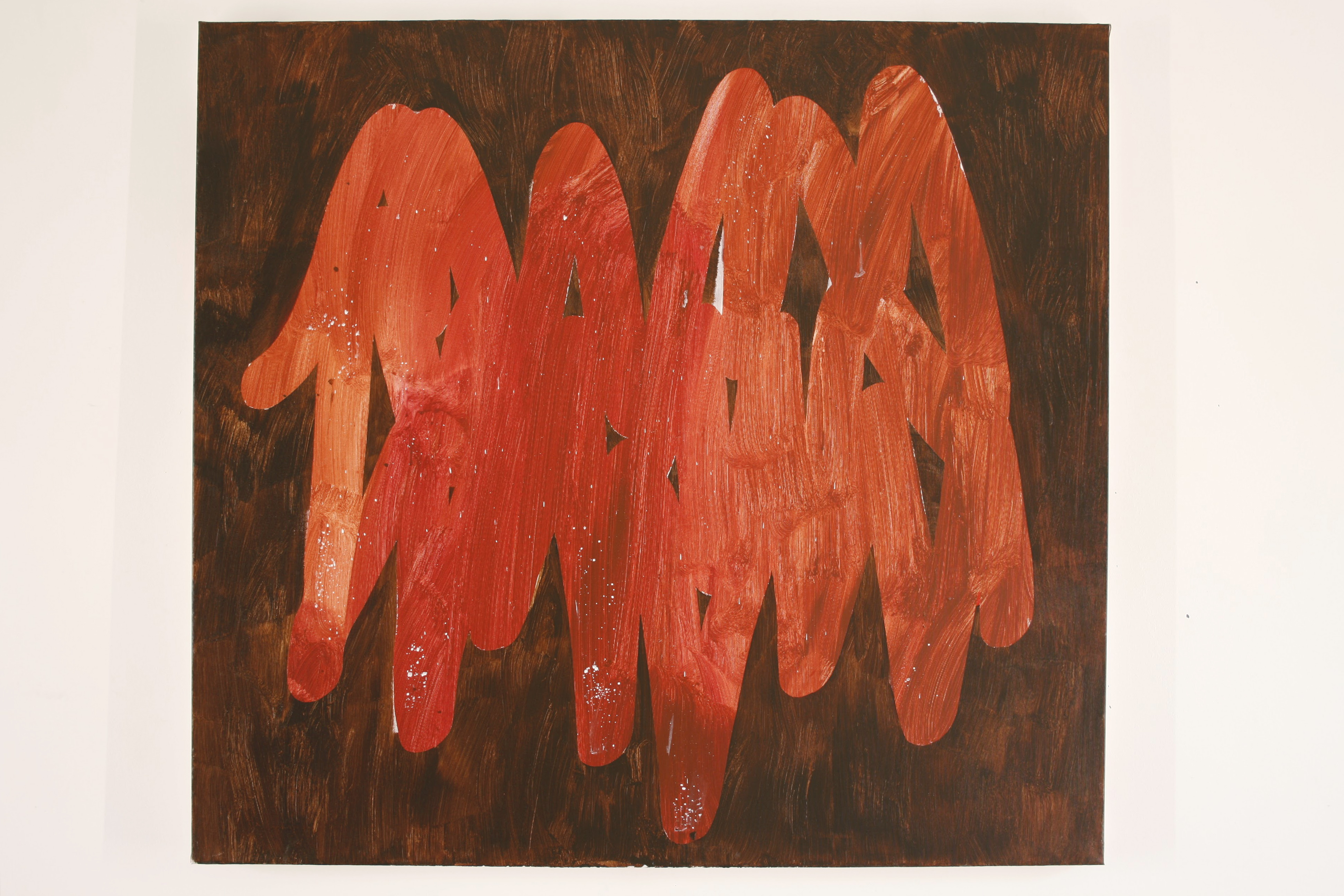
Jakub Sýkora – Lesní Tagy / Forest Tags, 110×100 cm, akryl na plátně / acrylic on canvas, 2016

- 2007, Rozpad krajiny, Palác Akropolis, Praha Archivováno 6. 3. 2017 na Wayback Machine.
- 2010, Jakub Sýkora, Pori, Finsko
- 2013, finská Berounka, galerie Makráč, Praha
- 2014, Gauč je gauč, Galerie Dole – Fiducia, Ostrava
- 2016, Radiátor ve křoví, Galerie Vyšehrad, Praha
- 2017, Screensaver na procházce, Pracovna, Praha
- 2018, Gumová kalhota IKEA3000, PRÁM, Praha
- 2018, 8 a 1/2, Jan Cejka Gallery, Praha
- 2018, Save as untitled, Garage gallery Karlín, Praha
- 2021, Nejasno, Egon Schiele art centrum, Český Krumlov
- 2022, IN-STRUKT, Dub gallery, Pelhřimov
- 2022, Nemluvte za jízdy s řidičem, Výstavní síň Sokolská 26, Ostrava
- 2022, Proměnlivá situace, Rabasova galerie, Rakovník
- 2022, Barevný dialog (s prof. Jiřím Sopkem), galerie AMB, Hradec Králové
- 2023, Drátěná kaluž, URX gallery, Praha
- 2023, Krajina dat, Galerie Artefin, Měšice u Prahy
- 2024, Small talk (s Karolínou Jelínkovou), Tag gallery, Písek
- 2024, Vertikální horizont, Galerie Kvalitář, Praha
- 2025, Mechanické a přírodní struktury (s Jánem Vasilkem), Galerie Artefin (Vanguard), Praha
- 2025, Mechanické a přírodní struktury (s Jánem Vasilkem), Galerie Ex-Post, Praha

## Skupinové výstavy (výběr)

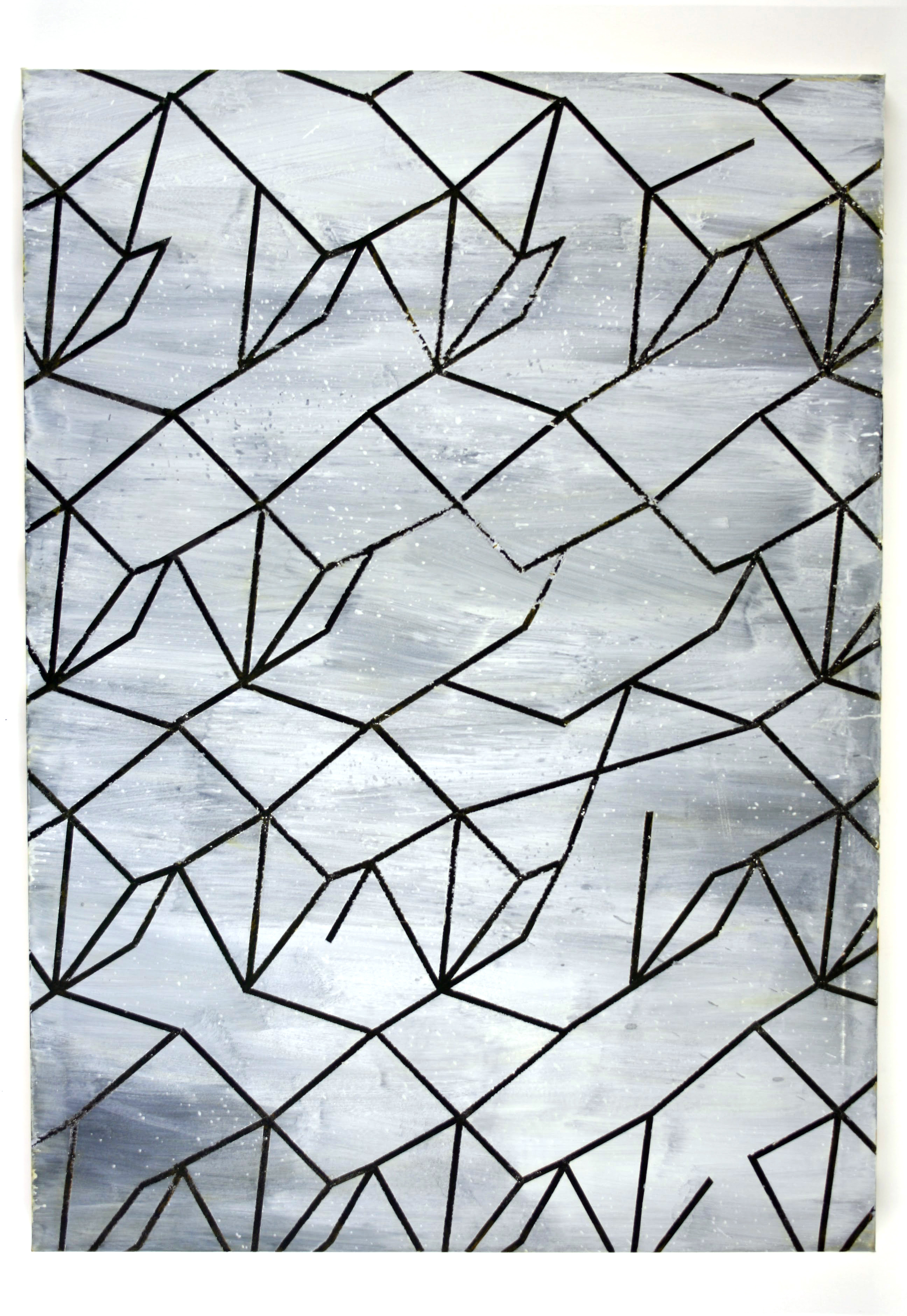
Jakub Sýkora – Permafrost, 105×145 cm, akryl na plátně / acrylic on canvas, 2016

- 2010, Best of Klausury, Chemistry Gallery, Praha
- 2013, Cena Jana Zrzavého, České centrum, Paříž (Francie) Archivováno 5. 8. 2020 na Wayback Machine.

- 2014, Absolventi vídeňské a pražské akademie, Schieleho centrum, Český Krumlov Archivováno 16. 6. 2020 na Wayback Machine.

- 2014, Výstava finalistů Ceny Kritiky, Galerie Kritiků, palác Adria, Praha

- 2015, Černý koně, Richard Adam gallery, Brno
- 2016, Česko-rakouské hvězdy, Galerie Miroslava Kubíka, Litomyšl
- 2017, Metastázy obrazu, Topičův salon, Praha Archivováno 15. 6. 2018 na Wayback Machine.
- 2018, Vy, já a velmi nepravděpodobná partička, Nová galerie, Praha
- 2019, Těžba hlušiny, s Karolinou Jelínkovou a Kateřinou Ondruškovou, Atrium Žižkov, Praha
- 2019, Raději sbírat motýly?, Pražákův palác, Brno
- 2020, Techno-color, s Šárkou Pelikánovou a Janem Poupětem, OGV – Alternativa, Jihlava
- 2020, Fonetika barvy, Galerie Industra, Brno
- 2021, Výlet, Bold Gallery, Praha
- 2022, Rytmus, Galerie U Bílého jednorožce, Klatovy
- 2024, EduArt Popup, Pragovka Gallery, Praha
- 2024, Blízce vzdáleni (Knapová, Linhart, Sýkora, Manina), Coco gallery, Dobrš
- 2024, Vnitřní rytmy, GVUN, Náchod

## Ocenění
- 2013 – 1. místo, Cena Jana Zrzavého, Francie
- 2014 – Cena Kritiky

## Studium
- 1995–2000, Gymnázium Zikmunda Wintra, Rakovník
- 2000–2004, Střední průmyslová škola grafická – Hellichova, Praha, obor propagační výtvarnictví
- 2004–2006, Vyšší odborná škola grafická – Hellichova, Praha
- 2006–2008, Akademie výtvarných umění v Praze, Nová média II, Veronika Bromová
- 2008–2012, Akademie výtvarných umění v Praze, Malba I, prof. Jiří Sopko
- 2010, stáž – Satakunta University of Applied Sciences, Kankaanpää, Finsko

## Sympozia, rezidence
- 2023, Rezidence v Telegraph gallery, Olomouc
- 2020, Rezidence: Egon Schiele Art Centrum, Český Krumlov
- 2016, Česko-rakouské hvězdy, Galerie Miroslava Kubíka, Litomyšl
- 2012, Sympozium: Cena Jana Zrzavého, Erquy, Francie